# Paradorylaimus wilhelmschneideri
Paradorylaimus wilhelmschneideri (syn. Dorylaimus wilhelmschneideri) is een rondwormensoort. De wetenschappelijke naam van de soort is voor het eerst geldig gepubliceerd in 1959 door Andrássy.